# Marbles (album)
Marbles è il tredicesimo album in studio del gruppo musicale britannico Marillion, pubblicato il 3 maggio 2004 dalla Intact Records.

## Descrizione
Al contrario dell'album precedente, Anoraknophobia (2001), finanziato in gran parte dai preordini dei fan, il preordine di Marbles è servito per la campagna pubblicitaria. I fan che hanno contribuito con il loro preordine hanno ricevuto un'edizione doppio CD contenente un libretto con i loro nomi.
Il 13 novembre 2006 è uscita una versione limitata (500 copie) su due LP contenente i brani della versione su singolo CD. Il 4 agosto 2017 è stata invece pubblicata l'edizione triplo vinile dell'album, contenente la lista tracce originaria.

## Tracce
Testi di Steve Hogarth, musiche dei Marillion.

### Edizione 2 CD/3 LP
CD 1
1. The Invisible Man – 13:37
2. Marbles I – 1:42
3. Genie – 4:54
4. Fantastic Place – 6:12
5. The Only Unforgivable Thing – 7:13
6. Marbles II – 2:02
7. Ocean Cloud – 17:58

CD 2
1. Marbles III – 1:51
2. The Damage – 4:35
3. Don't Hurt Yourself – 5:48
4. You're Gone – 6:25
5. Angelina – 7:42
6. Drilling Holes – 5:11
7. Marbles IV – 1:26
8. Neverland – 12:10

### Edizione CD/2 LP
1. The Invisible Man – 13:37
2. Marbles I – 1:42
3. You're Gone – 6:25
4. Angelina – 7:42
5. Marbles II – 2:02
6. Don't Hurt Yourself – 5:48
7. Fantastic Place – 6:12
8. Marbles III – 1:51
9. Drilling Holes – 5:11
10. Marbles IV – 1:26
11. Neverland – 12:10
12. You're Gone (Single Mix) – 4:05 – assente nell'edizione 2 LP

## Formazione
Gruppo
- Steve Hogarth – voce, hammered dulcimer (CD 1: traccia 1), chitarra aggiuntiva (CD 1: traccia 4)
- Steve Rothery – chitarra, basso (CD 2: traccia 3)
- Pete Trewavas – basso, chitarra acustica (CD 2: tracce 3 e 6)
- Mark Kelly – tastiera
- Ian Mosley – batteria

Altri musicisti
- Carrie Tree – voce aggiuntiva (CD 1: traccia 3, CD 2: traccia 5)

Produzione
- Dave Meegan – produzione, registrazione, missaggio (CD 1: tracce 1, 4 e 7, CD 2: tracce 4 e 5)
- Michael Hunter – missaggio (eccetto CD 1: tracce 1, 3, 4 e 7, CD 2: tracce 4 e 5)
- Steven Wilson – missaggio (CD 1: traccia 3, CD 2: traccia 5)
- Simon Heymouth – mastering

## Classifiche
| Classifica (2004) | Posizione massima |
| ----------------- | ----------------- |
| Francia           | 68                |
| Germania          | 56                |
| Italia            | 58                |
| Paesi Bassi       | 42                |